# 富山大学
富山大学（とやまだいがく、英語: University of Toyama）は、富山県富山市五福3190番地に本部を置く日本の国立大学。1873年創立、1949年大学設置。大学の略称は富大（とみだい）、富山大（とやまだい）。かつては富大（ふだい）とも。2023年度時点で文科系4学部および理科系5学部を抱える国立の総合大学である。2005年10月に富山医科薬科大学の医学部、薬学部および高岡短期大学の産業造形学科、産業デザイン学科、地域ビジネス学科3学科を芸術文化学部に改組した上で統合した。

## 沿革
- 1873年 教員養成を目的として「新川県講習所」を発足（教育学部の前身）。
- 1875年 新川県師範学校と改称。
- 1893年 私立である共立薬学校が発足（薬学部の前身）[注 3]。
- 1898年 文部省令により富山県立師範学校となる。
- 1910年
  - 共立薬学校が富山県立薬学専門学校（当時の所在地は富山市総曲輪）となる。
  - 薬草園を完備させる。
- 1920年 富山市奥田に移転するとともに、官立富山薬学専門学校となる。
- 1923年
  - 昭和天皇結婚の記念として、同地の廻船問屋の妻である馬場はる子が高等学校設立事業費100万円の寄付を申し出る（現在の人文学部、教養部ほか）。
  - 富山県が文部省に公立七年制高等学校設立の申請を行い、文部省により認可される。
- 1924年
  - 官立高岡高等商業学校が発足（経済学部の前身）。
  - 旧制富山高等学校尋常科が開学。
- 1925年 旧制富山高等学校高等科が開学。
- 1936年 富山県立青年学校教員養成所が発足。
- 1943年 富山県立師範学校が官立移管され、富山師範学校と改称。
- 1944年
  - 富山県立青年学校教員養成所が富山青年師範学校となる。
  - 高岡高等商業学校は廃止となり、高岡工業専門学校に改組（現在の工学部）。
- 1949年
  - 5月31日 国立学校設置法により富山大学にそれぞれが統合包括される[1]。
  - 9月以降 いわゆる赤色教授に対して辞職勧告が行われる（イールズ声明に基づくレッドパージ）[2]。
- 1958年8月1日 大学本部（鉄筋2階建て建坪124坪）完成（1957年10月から着工していた）。富山市内奥田の本部から移転[3]。
- 1975年 富山医科薬科大学新設、医学部を設置。
- 1976年 富山医科薬科大学に薬学部を分離。
- 1977年5月2日 文理学部を改組され、人文学部と理学部を設置[4]。
- 1985年9月30日 工学部が高岡市から五福キャンパスへ移転する[5][6]。
- 1986年 高岡短期大学開学（現在の芸術文化学部）。跡地は1988年8月に富山県立高岡高等学校が竣工した[6]。
- 2004年 国立大学法人法の施行により国立大学法人となる。
- 2005年
  - 4月 旧富山大学、富山医科薬科大学、高岡短期大学が統合して「富山大学」となる。
  - 10月 教育学部を人間発達科学部に改組。
- 2006年 薬学教育6年制移行により、薬学部薬学科を6年制に移行。4年制学科の創薬科学科を設置。医学系研究科、薬学研究科、理工学研究科を再編して、大学院教育を行なう生命融合科学教育部、医学薬学教育部、理工学教育部と、研究を行う医学薬学研究部・理工学研究部に改組。
- 2018年 都市デザイン学部の新設など学部・学科再編[7]。
- 2022年 人間発達科学部を教育学部に改組[8]。大学院修士課程・博士前期課程を3研究科2学環に改組[9]。

### 歴代学長
- 初代：鳥山喜一（1949年7月16日就任）
- 第2代：石原寅次郎（1953年12月1日就任）
- 第3代：梅原真隆（1957年12月1日就任）
- 第4代：横田嘉右衞門（1961年12月1日就任）
- 第5代：後藤秀弘（1969年6月13日就任）
- 第6代：林勝次（1973年6月13日就任）
- 第7代：柳田友道（1979年6月13日就任）
- 第8代：大井信一（1985年6月13日就任）
- 第9代：小黒千足（1991年6月13日就任）
- 第10代：時澤貢（1997年6月13日就任）
- 第11代：小澤浩（2001年6月13日就任[10]）
- 第12代：瀧澤弘（2001年11月1日就任[11]、2005年9月30日退任[12]）
- 第13代：西頭德三（2005年10月就任、2011年3月退任[13]）
- 第14代：遠藤俊郎（2011年4月就任、2019年3月退任[14]）
- 第15代：齋藤滋（2019年4月就任[15]）

※事務取扱は記載していない。出典：初代から第10代までは『旧富山大学五十年史』（2002年）より。

## 概要

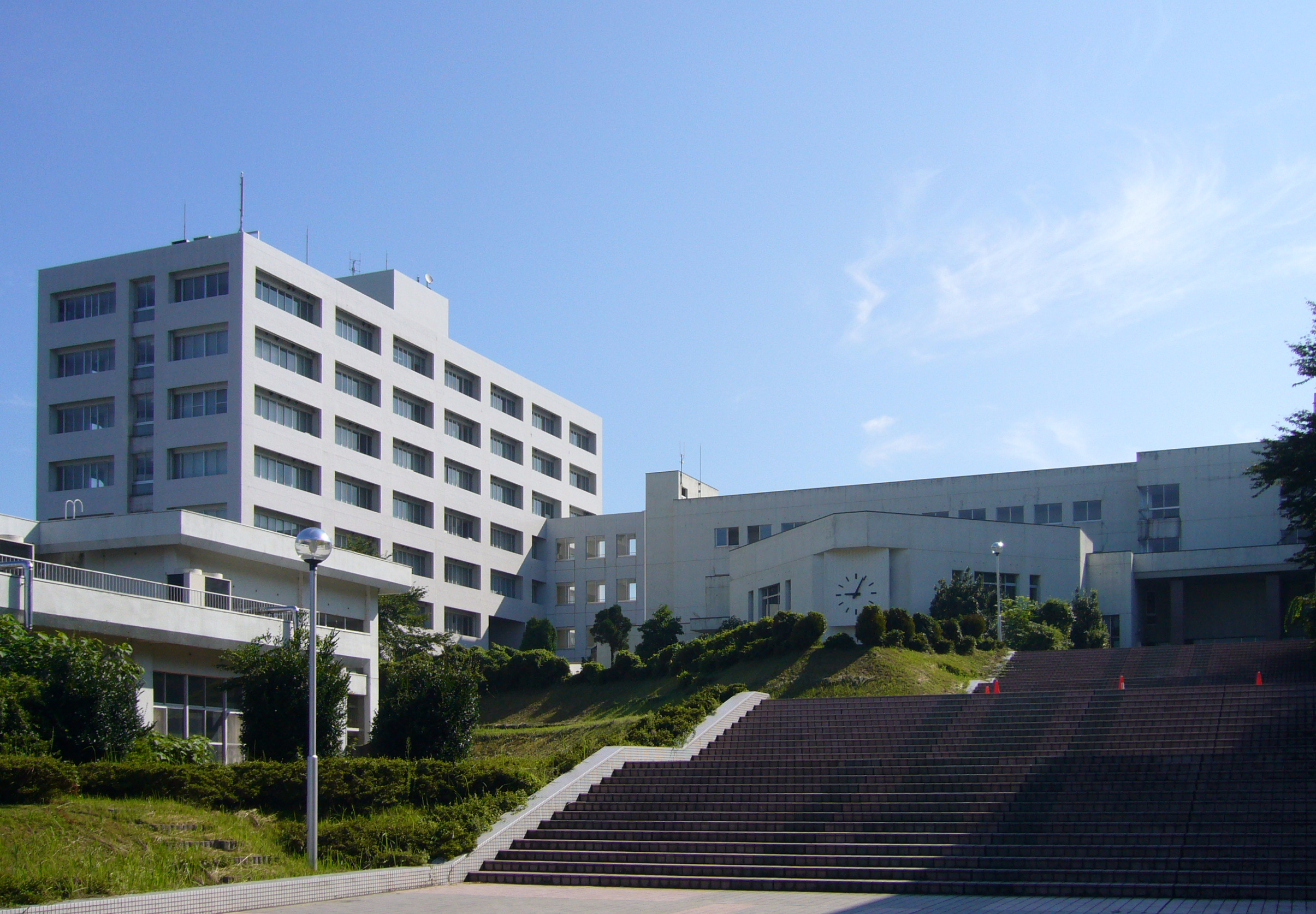
杉谷キャンパス

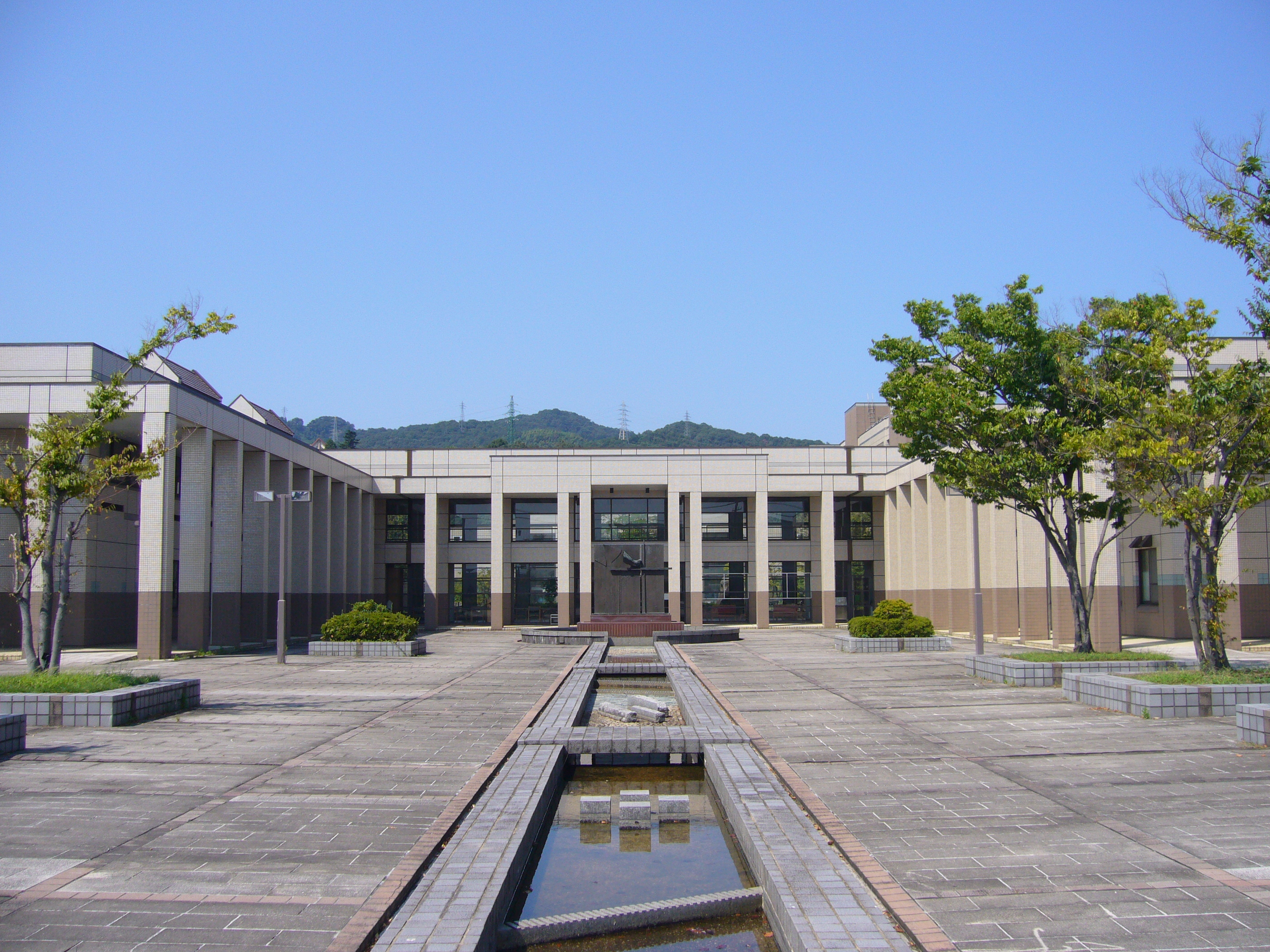
高岡キャンパス

### キャンパス
- 五福キャンパス（〒930-8555 富山県富山市五福3190番地）
  - 使用学部:人文学部、経済学部、教育学部、理学部、工学部、都市デザイン学部
  - 教育学部附属の教育施設は五福キャンパスの北西約500mの富山市五艘1300にある。
  - かつては富山県高岡市中川園町に工学部があったが、五福キャンパス内に移転された。工学部の跡地には富山県立高岡高等学校が移転した。
  - 黒田講堂
富山県の高等教育の充実を祈念して、富山県出身の実業家である黒田善太郎によって寄贈された講堂であり、一般にも使用が許可されている。
- 杉谷キャンパス（〒930-0194 富山県富山市杉谷2630番地）
  - 使用学部:医学部、薬学部
  - 旧富山医科薬科大学
- 高岡キャンパス（〒933-8588 富山県高岡市二上町180番地）
  - 使用学部:芸術文化学部
  - 旧高岡短期大学

このほか、三井アウトレットパーク北陸小矢部内に「アート＆デザインコミュニティスペース」を2021年8月3日開設した。

### 学歌
1964年に、開学15周年を記念して制定。
2006年、3校統合を機に新学歌を公募。選定された。
他に富山大学に関係する歌としては以下のものがある。
- 学生歌『新しき時代の息吹』
- 応援歌『不屈の精神（たましい）』

### 21世紀COEプログラム
採択1件
- 2003年

学際・複合・新領域系「東洋の知に立脚した個の医療の創生」

## 学生生活
- 学生寮（新樹寮）

鉄筋4階建。A棟・B棟・C棟・D棟・E棟・福利棟からなる。A・B・C棟は男子寮、D・E棟は女子寮。かつては食堂では昼食・夕食をとることができたが、現在は福利棟に改修されている。五福キャンパスへの通学は自転車で約10分。杉谷キャンパスの学生も通学可能。申請すれば駐車場も確保可能（無料）できる。2010年、従来の2人部屋から1人部屋に改修された。
- 国際交流会館

鉄筋3階建。留学生が生活している。
- サークル活動

富山大学が公認した課外活動団体の一覧は富山大学ホームページに公表されている大学公認課外活動団体一覧から確認することができる。五福・杉谷・高岡キャンパスそれぞれで多くのサークル・部活動が活動している。
•  シャトルバスがかつては存在したがコロナ禍において高岡五福間は1日5便から朝6時と夜6時の2便に変更された。これに対し、生徒が異議を申し立てるが学長に反論され2023年にシャトルバスは廃止となり高岡五福間の通学はより難しいものとなった。

## 教育研究組織

### 学部・学科
- 人文学部[20]
  - 人文学科
    - 思想・歴史文化領域
      - 哲学・人間学コース
教育研究分野：哲学、人間学
      - 歴史文化コース
教育研究分野：日本史、東洋史、西洋史、考古学
      - 国際文化論コース（2019年度入学生まで）
教育研究分野：国際文化論

    - 行動・社会文化領域
      - 心理学コース
教育研究分野：心理学
      - 社会文化コース
教育研究分野：社会学、人文地理学、国際関係論、文化人類学

    - 言語文化領域
      - 言語学コース
教育研究分野：言語学、日本語教育学
      - 東アジア言語文化コース
教育研究分野：日本語学、日本文学、朝鮮言語文化、中国言語文化
      - 英米言語文化コース
教育研究分野：イギリス言語文化、アメリカ言語文化
      - ヨーロッパ言語文化コース
教育研究分野：ドイツ言語文化、フランス言語文化、ロシア言語文化

- 教育学部[21]（旧人間発達科学部）
  - 共同教員養成課程（金沢大学と共同で教育課程を編成する[22]）

- 経済学部[23]
※以下のコースはすべて昼間主コース。
  - 経済学科
    - 社会データサイエンスコース
    - 社会経済コース
    - 地域公共政策コース
    - 社会経済システムコース（2021年度入学生まで）
    - 国際・地域コース（2021年度入学生まで）
    - 公共政策コース（2021年度入学生まで）
    - ファイナンスコース（2021年度入学生まで）

  - 経営学科
    - 社会データサイエンスコース
    - 企業経営コース
    - 地域公共政策コース
    - 戦略経営コース（2021年度入学生まで）
    - 国際・地域コース（2021年度入学生まで）
    - 企業経営と法律コース（2021年度入学生まで）
    - ファイナンスコース（2021年度入学生まで）

  - 経営法学科
    - 社会データサイエンスコース
    - 経営法務コース
    - 地域公共政策コース
    - 法律職コース（2021年度入学生まで）
    - 企業経営と法律コース（2021年度入学生まで）
    - 公共政策コース（2021年度入学生まで）
    - ファイナンスコース（2021年度入学生まで）

- 理学部
  - 2024年度以降
    - 理学科
数学プログラム
数理情報学プログラム
物理学プログラム
化学プログラム
生物科学プログラム
自然環境科学プログラム

  - 2023年度まで[24]
    - 数学科
分野：数理解析、情報数理
    - 物理学科
分野：物性物理学、量子物理学
    - 化学科
分野：反応物性化学、合成有機化学
    - 生物学科
分野：生体構造学、生体制御学
    - 地球科学科（2018年度に募集停止、富山大学都市デザイン学部地球システム科学科へ移行）
分野：地球圏物理学、地球ダイナミクス、地球進化学
    - 自然環境科学科（2022年度「生物圏環境科学科」から名称変更）
分野：環境化学計測、生物圏機能

- 工学部[25]
  - 2018年度入学生以降
    - 工学科
      - 電気電子工学コース
      - 知能情報工学コース
      - 機械工学コース
      - 生命工学コース
      - 応用化学コース

  - 2017年度入学生まで
    - 電気電子システム工学科
    - 知能情報工学科
    - 機械知能システム工学科
    - 生命工学科
    - 環境応用化学科
    - 材料機能工学科

- 都市デザイン学部[26][注 4]
  - 地球システム科学科
  - 都市・交通デザイン学科
  - 材料デザイン工学科

- 医学部[27]（旧 富山医科薬科大学）
  - 医学科
  - 看護学科

- 薬学部[28]（旧 富山医科薬科大学）
  - 薬学科（6年制）
  - 創薬科学科（4年制）

- 芸術文化学部[29]（旧 高岡短期大学）
  - 芸術文化学科
2022年度からオープンコース方式のカリキュラムが実施されており、以下のすべての領域の授業を履修可能となった。[30]
    - 美術領域
    - 工芸領域
    - デザイン領域
    - 建築領域
    - キュレーション領域
    - 複合領域

### 大学院研究科・教育部・学環・専攻
- 人文社会芸術総合研究科[31]（修士課程）
  - 人文社会芸術総合専攻
    - 心理学プログラム
    - 人文・芸術プログラム
    - 共創経済プログラム

- 総合医薬学研究科[32]（修士課程）
  - 総合医薬学専攻
    - 先端医科学プログラム
    - 看護科学プログラム
    - 基礎薬学プログラム

- 理工学研究科[33]（修士課程）
  - 理工学専攻
    - 数理情報学プログラム
    - 物理学・応用物理学プログラム
    - 生命・物質化学プログラム
    - 地球生命環境科学プログラム
    - メカトロニクスプログラム
    - マテリアル科学工学プログラム
    - 都市・交通デザイン学プログラム
    - 先端クリーンエネルギープログラム

- 持続可能社会創成学環[34]（修士課程）
  - 社会データサイエンスプログラム
  - グローバルSDGsプログラム

- 医薬理工学環[35]（修士課程）
  - 創薬・製剤工学プログラム
  - 応用和漢医薬学プログラム
  - 認知・情動脳科学プログラム
  - メディカルデザインプログラム

- 生命融合科学教育部[36]（博士課程）
  - 認知・情動脳科学専攻（4年制）
  - 生体情報システム科学専攻（3年制）
  - 先端ナノ・バイオ科学専攻（3年制）

- 医学薬学教育部[37]（博士課程）
  - 看護学専攻（3年制）
  - 薬科学専攻（3年制）
  - 生命・臨床医学専攻（4年制）
  - 東西統合医学専攻（4年制）
  - 薬学専攻（4年制）

- 理工学教育部[38]（博士課程）
  - 数理・ヒューマンシステム科学専攻
  - ナノ新機能物質科学専攻
  - 新エネルギー科学専攻
  - 地球生命環境科学専攻

- 教職実践開発研究科[39]（専門職学位課程）
  - 教職実践開発専攻

- 人文科学研究科[注 5]（修士課程、2021年度入学生まで）
  - 人文科学専攻[40]
    - 思想・歴史文化領域
教育研究分野：哲学・人間学、歴史文化、国際文化論
    - 行動・社会文化領域
教育研究分野：言語学、心理学、社会学・国際関係論、人文地理学、文化人類学
    - 言語文化領域
教育研究分野：比較文学、日本言語文化、朝鮮言語文化、中国言語文化、英米言語文化、ドイツ言語文化、フランス言語文化、ロシア言語文化

- 人間発達科学研究科[注 6]（修士課程、2021年度入学生まで）
  - 発達教育専攻
  - 発達環境専攻

- 経済学研究科[注 7]（修士課程、2021年度入学生まで）
  - 地域・経済政策専攻
  - 企業経営専攻

- 芸術文化学研究科[注 8]（修士課程、2021年度入学生まで）
  - 芸術文化学専攻

### 附属機関
- 附置研究所
  - 和漢医薬学総合研究所
    - 研究部門
      - 資源開発部門[注 9]
      - 病態制御部門[注 10]
      - 臨床科学部門[注 11]
      - トランスレーショナルリサーチ推進部門[注 12]

    - 共同利用・共同研究拠点
      - 和漢薬の科学基盤形成拠点

    - 附属民族薬物研究センター
      - 民族薬物資料室
      - 国際共同研究分野
- 附属病院
  - 富山大学附属病院
- 附属図書館
  - 中央図書館
    - ヘルン文庫：旧制富山高等学校時代にラフカディオ・ハーン（小泉八雲）の遺族が所有していた書籍を買い取り（資本提供者は馬場はる子）所蔵したものであり、所蔵書籍・資料はそれぞれ数千点に及ぶ。

  - 医薬学図書館
  - 芸術文化図書館
- 教育・学生支援機構
  - 教育・学生支援企画室
  - アドミッションセンター
  - 教育推進センター
  - 学生支援センター
  - 就職・キャリア支援センター
- 研究推進機構
  - 研究戦略室
  - 水素同位体科学研究センター
  - 極東地域研究センター
  - 産学連携推進センター
    - 知財・リエゾンオフィス
    - イノベーション育成オフィス

  - 研究推進総合支援センター
    - 自然科学研究支援ユニット
      - 機器分析施設
      - 放射性同位元素実験施設
      - 極低温量子科学施設

    - 生命科学先端研究支援ユニット
      - 動物実験施設
      - 分子・構造解析施設
      - 遺伝子実験施設
      - アイソトープ実験施設
- 地域連携推進機構
  - 地域連携戦略室
  - 生涯学習部門
  - 地域づくり・文化支援部門
  - 地域医療・保健支援部門
- 国際交流センター
  - 留学受入支援部門
  - 留学派遣支援部門
- 学内共同教育研究施設
  - 総合情報基盤センター
    - 杉谷分室
    - 高岡分室

  - 環境安全推進センター
  - 自然観察実習センター
  - 臨床研究・倫理センター
- 保健管理センター
  - 杉谷支所
  - 高岡支所
- 附属学校
  - 富山大学教育学部附属幼稚園
  - 富山大学教育学部附属小学校
  - 富山大学教育学部附属中学校
  - 富山大学教育学部附属特別支援学校
- 附属教育研究施設
  - 教育学部附属人間発達科学研究実践総合センター
  - 薬学部附属薬用植物園

## 大学関係者と組織

### 大学OBOG会
- 富山大学同窓会連合会
- 人文学部同窓会
- 富山大学教育学窓会（教育学部・人間発達科学部含む）
- 越嶺会（経済学部同窓会）
- 理学部同窓会
- 仰岳会（工学部同窓会）
- 医学部同窓会
- 富山薬窓会（薬学部同窓会）
- 創己会（高岡短期大学・芸術文化学部同窓会）
- 富山大学名誉教授の会

## 他大学との協定・研究協力

### 日本国内
- 北陸地区国立大学連合
- 熊本大学（アルミニウム、マグネシウム、チタンについて研究する先進軽金属材料国際研究機構の設立）[41]

### 海外
- 大学間交流協定締結機関(海外大学)
  - 国民大学校（韓国・ソウル特別市）
  - 大邱韓医大学校（韓国・慶山市）
  - 遼寧大学（中国・瀋陽市）
  - 瀋陽薬科大学（中国・瀋陽市）
  - 中日友好医院（中国）
  - 中国中医科学院（中国）
  - 北京大学医学部（中国）
  - 大連理工大学（中国）
  - 蘭州大学（中国）
  - 内蒙古医科大学（中国）
  - 河南師範大学（中国）
  - 山東大学（中国）
  - 上海大学（中国）
  - 渤海大学（中国）
  - 東北大学（中国）
  - アシュート大学（エジプト）
  - マーレイ州立大学（アメリカ）
  - ラハティ応用科学大学（フィンランド）
  - 極東連邦大学（ロシア）